# Camerimage
El Festival Internacional de Cine del Arte Cinematográfico Camerimage ( en polaco : Międzynarodowy Festiwal Sztuki Autorów Zdjęć Filmowych Camerimage ) es un festival que celebra y premia la cinematografía y a los de fotografía. El festival se celebra en Toruń , Polonia , a finales de noviembre de cada año. Tiene una duración de una semana y se celebran varios eventos a la vez.
Los primeros siete eventos (1993-1999) se celebraron en Toruń, y los diez siguientes (2000-2009) en Łódź. De 2010 a 2018, el festival tuvo lugar en Bydgoszcz , antes de regresar a Toruń en 2019, donde permanece actualmente. En 2007, el nombre del festival cambió de Camerimage a Plus Camerimage, pero volvió a cambiar en 2013 después de que finalizara el acuerdo de patrocinio con Plus .
El festival ha acogido a muchos cineastas destacados, entre ellos Darren Aronofsky , Jon M. Chu , Alfonso Cuarón, Peter Greenaway , Agnieszka Holland, James Ivory , Jim Jarmusch , Aki Kaurismäki , Krzysztof Kieślowski , Andrei Konchalovsky , Emir Kusturica , Ang Lee , Ken Loach , David Lynch , Paweł Pawlikowski , Roman Polański , Robert Richardson, Gus Van Sant , Ridley Scott , Volker Schlöndorff , Oliver Stone, István Szabó , Quentin Tarantino , Tom Tykwer , Denis Villeneuve , Andrzej Wajda , Peter Weir y Wim Wenders.
Los premios principales que se conceden en el festival son la Rana Dorada o también llamada Rana de Oro, Plata y Bronce , que se conceden a los directores de fotografía en la competición de largometrajes (la llamada competición internacional).

## Galardones

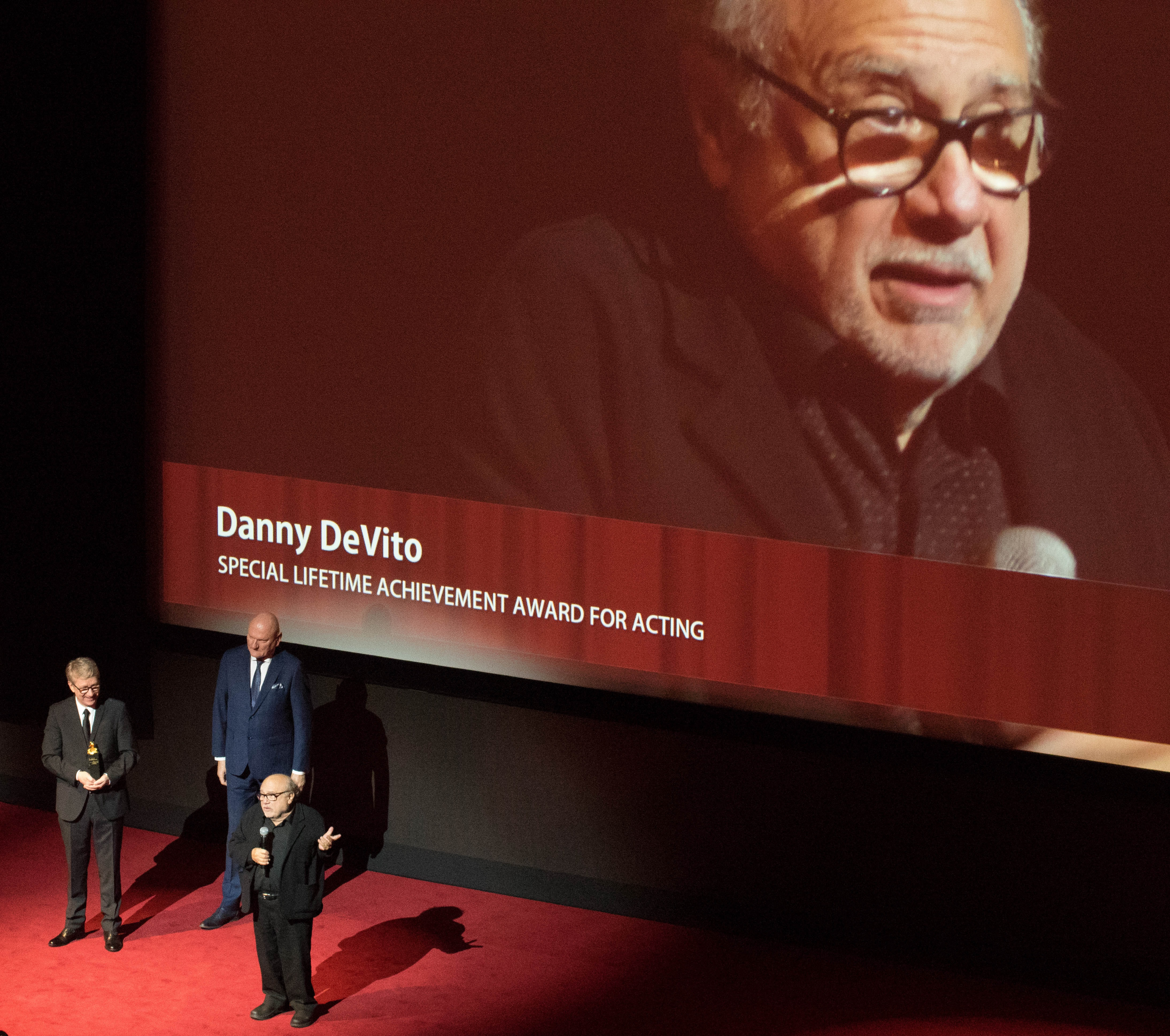
Danny DeVito dando un discurso en el Festival enToruń, 2019

Competición principal
- Rana dorada ( Złota Żaba )
- Rana plateada ( Srebrna Żaba )
- Rana de Bronce ( Brązowa Żaba )

Concurso de estudios estudiantiles ( Konkurs etiud studenckich )
- Renacuajo dorado ( Złota Kijanka )
- Renacuajo plateado ( Srebrna Kijanka )
- Renacuajo de bronce ( Brązowa Kijanka )

Concurso de películas documentales
- Concurso de cortometrajes documentales
- Concurso de largometrajes documentales
- Concurso de estrenos de largometrajes
- Concurso de debuts de directores
- Concurso de debuts de directores de fotografía

Concurso de videos musicales
- Mejor video musical
- Mejor fotografía en video musical

Otros
- Concurso de películas en 3D [ 8 ]
- Concurso de películas polacas
- Premio a la trayectoria de Camerimage
- Premio al dúo director de fotografía
- Premio especial Krzysztof Kieslowski al director
- Premio al diseñador de producción

## Ganadores en la Competencia Internacional
Rana Dorada
"†" indica que ha sido nominado en los Premios Óscar.
| Año  | Película                            | Título original              | Director de Fotografía        | Ref.          |
| ---- | ----------------------------------- | ---------------------------- | ----------------------------- | ------------- |
| 1993 | The Piano †                         | The Piano †                  | Stuart Dryburgh               |               |
| 1994 | Woyzeck                             | Woyzeck                      | Tibor Máthé                   |               |
| 1994 | Crows                               | Wrony                        | Arthur Reinhart               |               |
| 1995 | The Seventh Room                    | A hetedik szoba              | Piotr Sobociński              |               |
| 1996 | Secrets & Lies                      | Secrets & Lies               | Dick Pope                     |               |
| 1997 | Character                           | Karakter                     | Rogier Stoffers               |               |
| 1998 | Estación Central de Brasil          | Central do Brasil            | Walter Carvalho               |               |
| 1999 | Elizabeth †                         | Elizabeth †                  | Remi Adefarasin               |               |
| 2000 | Amores perros                       | Amores perros                | Rodrigo Prieto                |               |
| 2001 | The King is Dancing                 | Le Roi danse                 | Gérard Simon                  |               |
| 2002 | Edi                                 | Edi                          | Krzysztof Ptak                |               |
| 2002 | Road to Perdition †                 | Road to Perdition †          | Conrad Hall                   |               |
| 2003 | Ciudad de Dios †                    | Cidade de Deus               | César Charlone                |               |
| 2004 | Vera Drake                          | Vera Drake                   | Dick Pope                     |               |
| 2005 | Fateless                            | Sorstalanság                 | Gyula Pados                   |               |
| 2006 | Pan's Labyrinth †                   | El laberinto del fauno       | Guillermo Navarro             |               |
| 2007 | The Diving Bell and the Butterfly † | Le scaphandre et le papillon | Janusz Kamiński               |               |
| 2008 | Slumdog Millionaire †               | Slumdog Millionaire †        | Anthony Dod Mantle            |               |
| 2009 | Lebanon                             | לבנון                        | Giora Bejach                  |               |
| 2010 | Venice                              | Wenecja                      | Arthur Reinhart               |               |
| 2011 | In Darkness                         | W ciemności                  | Jolanta Dylewska              |               |
| 2012 | War Witch                           | Rebelle                      | Nicolas Bolduc                | [ 4 ]         |
| 2013 | Ida †                               | Ida †                        | Łukasz Żal Ryszard Lenczewski | [ 5 ]         |
| 2014 | Leviathan                           | Левиафан                     | Mikhail Krichman              | [ 6 ]         |
| 2015 | Carol †                             | Carol †                      | Edward Lachman                | [ 7 ]         |
| 2016 | Lion †                              | Lion †                       | Greig Fraser                  | [ 8 ] [ 9 ]   |
| 2017 | On Body and Soul                    | Testről és lélekről          | Máté Herbai                   | [ 10 ] [ 11 ] |
| 2018 | The Fortress                        | Namhansanseong               | Ji Yong Kim                   | [ 12 ]        |
| 2019 | Joker †                             | Joker †                      | Lawrence Sher                 | [ 13 ]        |
| 2020 | Nomadland †                         | Nomadland †                  | Joshua James Richards         | [ 14 ]        |
| 2021 | C'mon C'mon                         | C'mon C'mon                  | Robbie Ryan                   | [ 15 ]        |
| 2022 | Tár †                               | Tár †                        | Florian Hoffmeister           | [ 16 ]        |
| 2023 | The New Boy                         | The New Boy                  | Warwick Thornton              |               |
| 2024 | Pigen med nålen                     | Pigen med nålen              | Michał Dymek                  | [ 17 ]        |